# Cébazat
Cébazat település Franciaországban, Puy-de-Dôme megyében. Lakosainak száma 8949 fő (2022. január 1.). Cébazat Châteaugay, Blanzat, Clermont-Ferrand és Gerzat községekkel határos.

## Népesség
A település népességének változása:
| Lakosok száma | 7471 | 7947 | 8381 | 8604 | 8727 | 8805 | 8951 | 8946 | 8949 |
|               | 2013 | 2015 | 2016 | 2017 | 2018 | 2019 | 2020 | 2021 | 2022 |